# My Awesome Mixtape
I My Awesome Mixtape erano un gruppo musicale indie rock/elettro italiano di Bologna.

## Il gruppo
Il gruppo, formatosi nel 2006, nasce da un'idea di Maolo, Checco e Bebo, questi ultimi due in seguito ne Lo Stato Sociale (di cui fa parte anche Carota, passato anche lui brevemente nei My Awesome Mixtape).
Dopo varie esperienze la formazione del gruppo si compone di cinque elementi: Maolo Torreggiani, Andrea Mancin, Andrea Sologni, Alessandro Scagliarini e Federico Spadoni.
I primi lavori sono due EP intitolati Song of Sadness – Song of Happiness del 2007 e Trabant VS My Awesome Mixtape Split del 2009.
Il primo album del gruppo, intitolato My Lonely and Sad Waterloo, esce l'8 settembre 2007, ed il conseguente tour chiamato Neverending tour li porta a suonare in 158 club, tra Italia ed Europa, riscuotendo molto successo tanto da fargli vincere il premio MEI (Meeting delle etichette indipendenti) per la miglior live band del 2007/2008.
Other Houses è il titolo del loro terzo EP, uscito nel 2009, che anticipa l'uscita del secondo album intitolato How Could a Village Turn Into a Town, uscito l'11 settembre 2009 per l'etichetta 42 Records.
La nuova formazione è privata dell'elemento chitarristico ed è composta da: Maolo Torreggiani, Andrea Mancin, Andrea Suriani, Alessandro Scagliarini, Federico Spadoni.
Il gruppo ha fatto due video dal vivo realizzati da Opificio Ciclope per la web tv musicale italiana Pronti al peggio, per i brani Me and the Washing Machine e Brotherhood, un videoclip ufficiale per la canzone Hearts To Lend e la loro canzone "Hilarious", tratta dal primo album My Lonely And Sad Waterloo, fa da colonna sonora per lo spot di una nota marca di jeans.
Si sciolgono nel 2012.

## Discografia

### Album
- 2007 - My Lonely and Sad Waterloo (I Dischi De L'Amico Immaginario / My Honey Records – Rewika)
- 2009 - How Could a Village Turn Into a Town (42 Records – Rewika)

### EP
- 2007 - Song of Sadness, Song of Happiness (Kirsten's Postcard)
- 2009 - Trabant VS My Awesome Mixtape Split
- 2009 - Other Houses (42 Records)

## Curiosità
- Maolo Torreggiani, cantante del gruppo, è il fratello di Emilio Torreggiani, chitarrista del gruppo Settlefish.